# Байбатыров, Юсуп-Хаджи

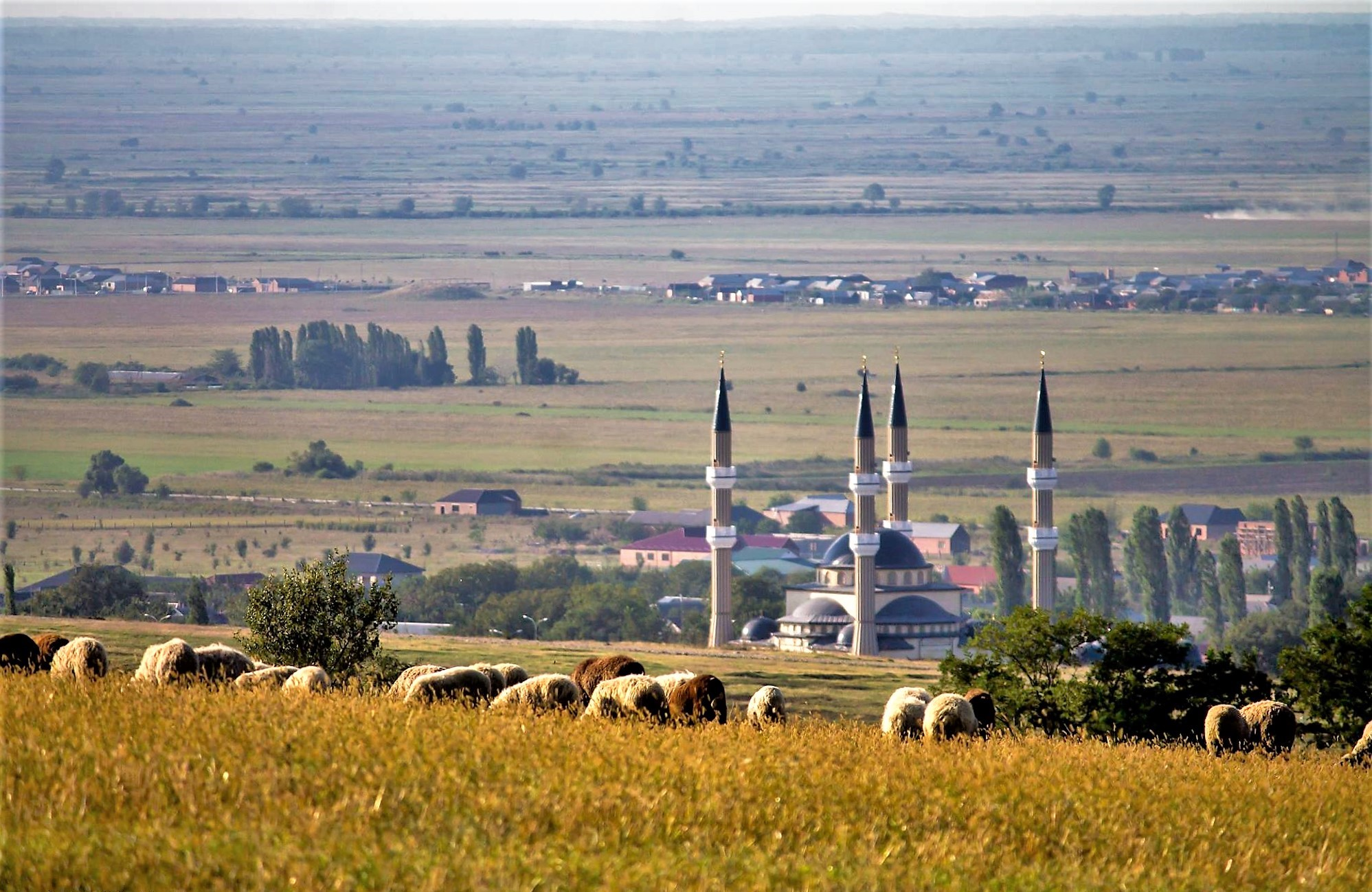
Мечеть в селе Кошкельды.

Юсуп-Хаджи Байбатыров — шейх, горский духовный и общественный деятель. Авторитетный чеченский шейх, сын шейха Байбатыр-Хаджи. Духовный глава общины ордена Накшбанди с центром в селе Хошкельды (Кошкельды). С конца 1917 г. — фактический глава чеченцев Качкалыка и Большой Чечни, один из руководителей Чеченского национального совета в Алдах (Алдынского совета). Поддерживал А. -М. Чермоева и Горское правительство. В 1919/1920 г. эмигрировал в Турцию. Умер в 1924 г. в Турции. По национальности чеченец, выходец из чеченского тайпа Билтой. В честь шейха названа мечеть в Кошкельды.

## Биография
Родился в 1860 году в с. Кошкельды в семье Байбетира-Хаджи. Ещё в детстве получил религиозное образование. По воспоминаниям знакомых, был весьма смышлёным, с лёгкостью запоминал даже самый сложный учебный материал.
Предположительно в 1890-х годах Юсуп-Хаджи Байбатыров со своими сыновьями совершил хадж. В Мекке в течение года он углублял свои знания религии. Занимался торговлей. Предпочитал в политику не влезать, однако из-за того что не разделял атеистических взглядов большевиков, вынужден был переселиться в Турцию, где в 1923 году скончался от тяжёлой болезни. Вплоть до своей смерти Шейх Юсуп-Хаджи не прекращал изучать и распространять религию ислам.
В 1924 году, спустя полгода после смерти Байбатырова, по разрешению турецких властей его останки были перевезены в Чечню и захоронены на кладбище в с. Кошкельды рядом с его отцом. Позднее над его могилой был возведен зиярт (зиярат).